# Santa Maria la Carità
Santa Maria la Carità es un municipio italiano localizado en la ciudad metropolitana de Nápoles, región de Campania. Cuenta con 11.848 habitantes en 3,98 km².
El territorio municipal contiene la frazione (subdivisión) de Petraro. Limita con los municipios de Castellammare di Stabia, Gragnano, Pompeya y Sant'Antonio Abate, en la ciudad metropolitana de Nápoles, y Scafati, en la provincia de Salerno.

## Evolución demográfica
| Gráfica de evolución demográfica de Santa Maria la Carità entre 1861 y 2011 |
|                                                                             |
| Fuente ISTAT - elaboración gráfica de Wikipedia                             |